# 小籽绞股蓝
小籽绞股蓝（学名：Gynostemma microspermum）为葫芦科绞股蓝属下的一个种。

## 扩展阅读
維基物種上的相關：小籽绞股蓝